# Sumas y restas
Sumas y Restas es una película colombiana dirigida por el cineasta antioqueño Víctor Gaviria y estrenada en el año 2005. Relata los orígenes del narcotráfico en los años 80 en Colombia. Ganadora de varios premios en diferentes festivales de cine a nivel nacional e internacional.

## Sinopsis
Santiago Restrepo es un ingeniero cívico que vive en la ciudad de Medellín con su familia y que debido a problemas económicos se introduce en el oscuro mundo del tráfico de drogas al relacionarse con Gerardo, un narcotraficante que empieza a tener poder en la ciudad. Su amistad parece inquebrantable, tanto por las fiestas decadentes como por la aparente prosperidad sin límites que le ofrece Gerardo. Sin embargo, el verdadero ser del traqueto se revela por la muerte violenta de su hermano y por el fracaso estrepitoso de su primer envío de cocaína. De esta forma Santiago se convierte en el objetivo de un plan macabro trazado por Gerardo: su secuestro extorsivo. La acomodada familia del ingeniero no tiene otra opción que pagar el cuantioso rescate pedido por los secuaces de Gerardo, ante las violentas amenazas de estos. Pero Gerardo no se sale con la suya pues él resulta baleado en un restaurante por sicarios pagados por el otro socio de Santiago principal afectado por el fallido envío de la droga. Al igual que Gerardo sus secuaces más tarde murieron de la misma forma (aunque no se mostró en la película). Al parecer el socio le ofreció a Santiago protección y la oportunidad de rehacer su vida a cambio de entregar al responsable de perder una cuantiosa suma de dinero en el embarque.

## Cine y realidad
El cineasta Víctor Gaviria se ha destacado por utilizar en sus películas un tono documental para narrar hechos reales por lo que en sus filmes emplea únicamente actores naturales con vivencias similares a las de sus personajes.

## Premios
| Año  | Festival                                               | Categoría                                                                                    |
| ---- | ------------------------------------------------------ | -------------------------------------------------------------------------------------------- |
|      | Festival de cine de Cartagena                          | - Mejor Director (Víctor Gaviria) - Mejor Película - Mejor Actor de Reparto (Fabio Restrepo) |
|      | Festival de cine latino de Miami                       | - Mejor Película - Mejor actor                                                               |
| 2006 | Academia Mexicana de Artes y Ciencias Cinematográficas | - Ariel a Mejor Película Iberoamericana                                                      |
|      | Festival de cine Latinoamericano de Toulouse           | - Grand Prix a la mejor película suramericana - Grand Prix a mejor actor                     |
|      | Festival de cine de San Sebastián                      | - Cine en construcción                                                                       |

## Situación del Reparto
El actor natural Carlos Arturo Valencia Toro que hizo el papel de alias El Primo,que en su vida cotidiana era accionista del Deportivo Independiente Medellín,  fue investigado por los Estados Unidos, por narcotráfico y solicitado en pedido de extradición.